# あしあとリズム 〜Haruka Shimotsuki works best〜
『あしあとリズム 〜Haruka Shimotsuki works best〜』（あしあとリズム~はるかしもつきワークスベスト~）は、霜月はるかのベストアルバム。

## 概要
霜月はるかが歌う様々なゲームソフトの楽曲を集約した、自身のメジャーデビューベストアルバム。2005年9月22日にMellow Headより発売。
表題曲「あしあとリズム」は本作の書き下ろし曲。以降、霜月はるかのワークスベストアルバムの表題曲は本人の作詞作曲による書き下ろし曲であることが慣例となっている。
ジャケット、ブックレットイラストは武田みか。

## 収録曲
1. 白夜幻想譚
  - 作詞・作曲：土屋暁　編曲：土屋暁・稲垣貴繁
  - PS2ゲーム『イリスのアトリエ エターナルマナ』OP主題歌
2. 夏の羽音
  - 作詞：霜月はるか　作曲・編曲：たくまる
  - PCゲーム『あした出逢った少女』主題歌
3. Silent Flame
  - 作詞：桜沢大　作曲・編曲：細井聡司
  - PCゲーム『魔王と踊れ! -Legend of the Lord of Lords-』主題歌
4. 恋獄
  - 作詞：六浦館　作曲・編曲：MANYO
  - PCゲーム『カルタグラ 〜ツキ狂イノ病〜』主題歌
5. ふたりの未来
  - 作詞・作曲：霜月はるか　編曲：霜月はるか・たくまる
  - PCゲーム『Relict 〜トキの忘れもの〜』ED主題歌
6. 希望の羽
  - 作詞：霜月はるか　作曲・編曲：myu
7. 空夢
  - 作詞：森永桐子　作曲：たくまる　編曲：HIR
  - PCゲーム『夢見ヶ丘』ED主題歌
8. 追憶の破片
  - 作詞：霜月はるか　作曲・編曲：たくまる
  - PCゲーム『何処へ行くの、あの日』OP主題歌
9. 光の地図
  - 作詞：霜月はるか　作曲・編曲：たくまる
  - PCゲーム『何処へ行くの、あの日』ED主題歌
10. 遠い伝承歌
  - 作詞・作曲：霜月はるか　編曲：土井英範
  - PCゲーム『Relict 〜トキの忘れもの〜』OP主題歌
11. あしあとリズム
  - 作詞・作曲：霜月はるか　編曲：MANYO
12. セカイハカガヤク
  - 作詞：霜月はるか　作曲・編曲：加藤恒太
  - PS2ゲーム『キノの旅 -the Beautiful World-』主題歌